# Hoplothrips mutabilis
Hoplothrips mutabilis är en insektsart som beskrevs av Ian A. Hood 1955. Hoplothrips mutabilis ingår i släktet Hoplothrips och familjen rörtripsar. Inga underarter finns listade i Catalogue of Life.